# Holmabron

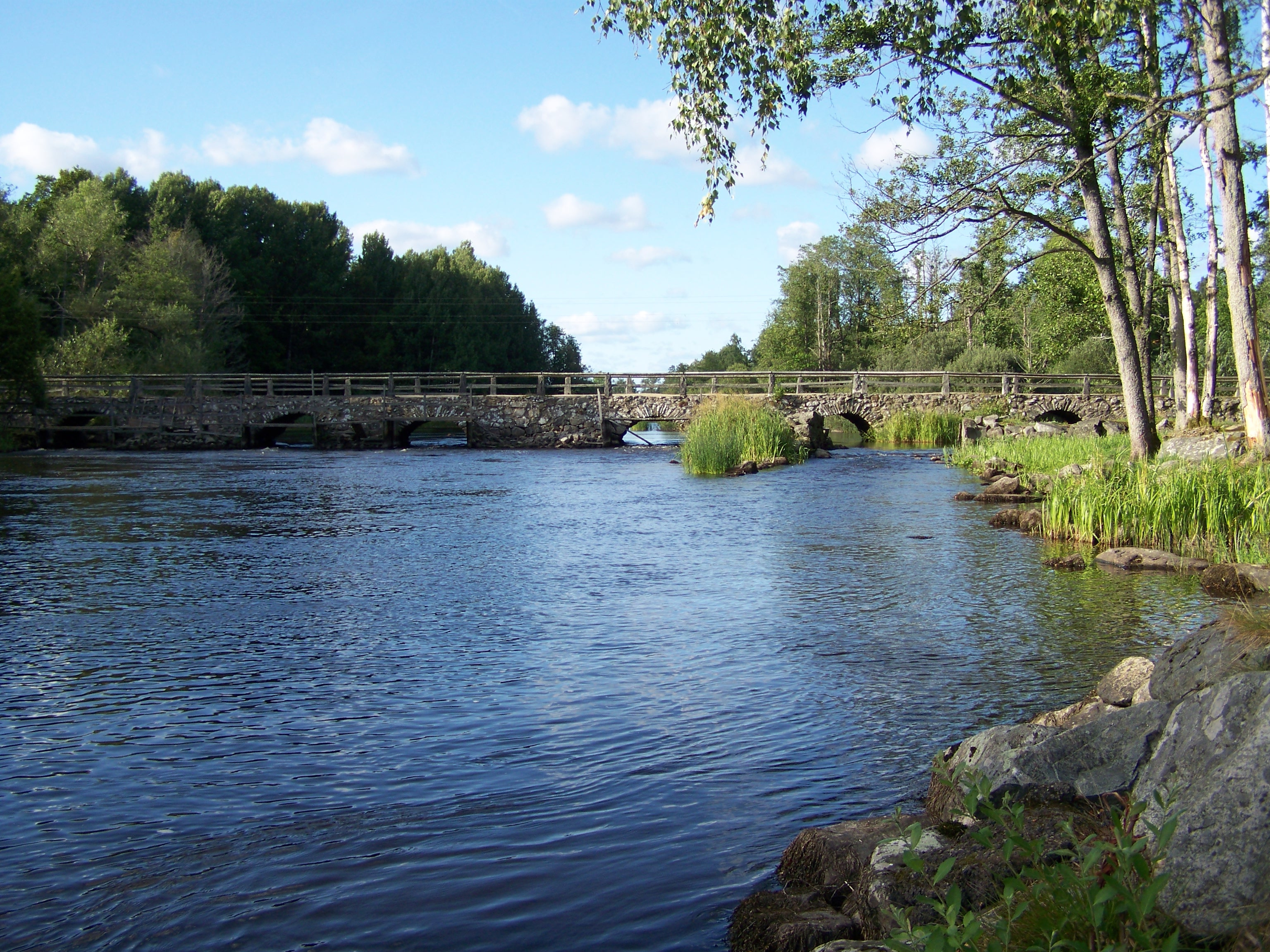
Bron sedd från uppströms

Holmabron, eller Holme bro eller Blidingsholmbron, är en stenvalvsbro och tidigare landsvägsbro över Mörrumsån i Tingsryds kommun.
På 1500-talet anlades en smal gångbro av trä över Mörrumsån nära Blidingsholms gård, vilket ersatte ett tidigare vadställe. Den ersattes på 1630-talet av en större och stabilare träbro, vilken i sin tur ersattes av en stenbro med åtta valv i början av 1800-talet.
I anslutning till bron finns fasta fångstanläggningar för ålfiske, som kallas värmane, en fiskemetod från medeltiden som finns omnämnd i skrift år 1241. Under 2020 restaurerades ålfiskeplatserna vid brovalven i Blidningsholmsbron. En av dessa har iordningställts med all utrustning som användes förr.
Vid ömse sidor om bron har det funnits kvarnar och sågar, som var i bruk in på 1920-talet.

## Andra broar
Holmabron var i bruk till omkring 1950, då nuvarande länsväg 120 lades om och en ny bro anlades över Mörrumsån söder om den gamla.
Söder om vägbroarna anlades 1900 två fackverksbroar för den smalspåriga Hönshylte–Kvarnamåla Järnväg, på vilken trafiken lades ned 1971.

## Bildgalleri

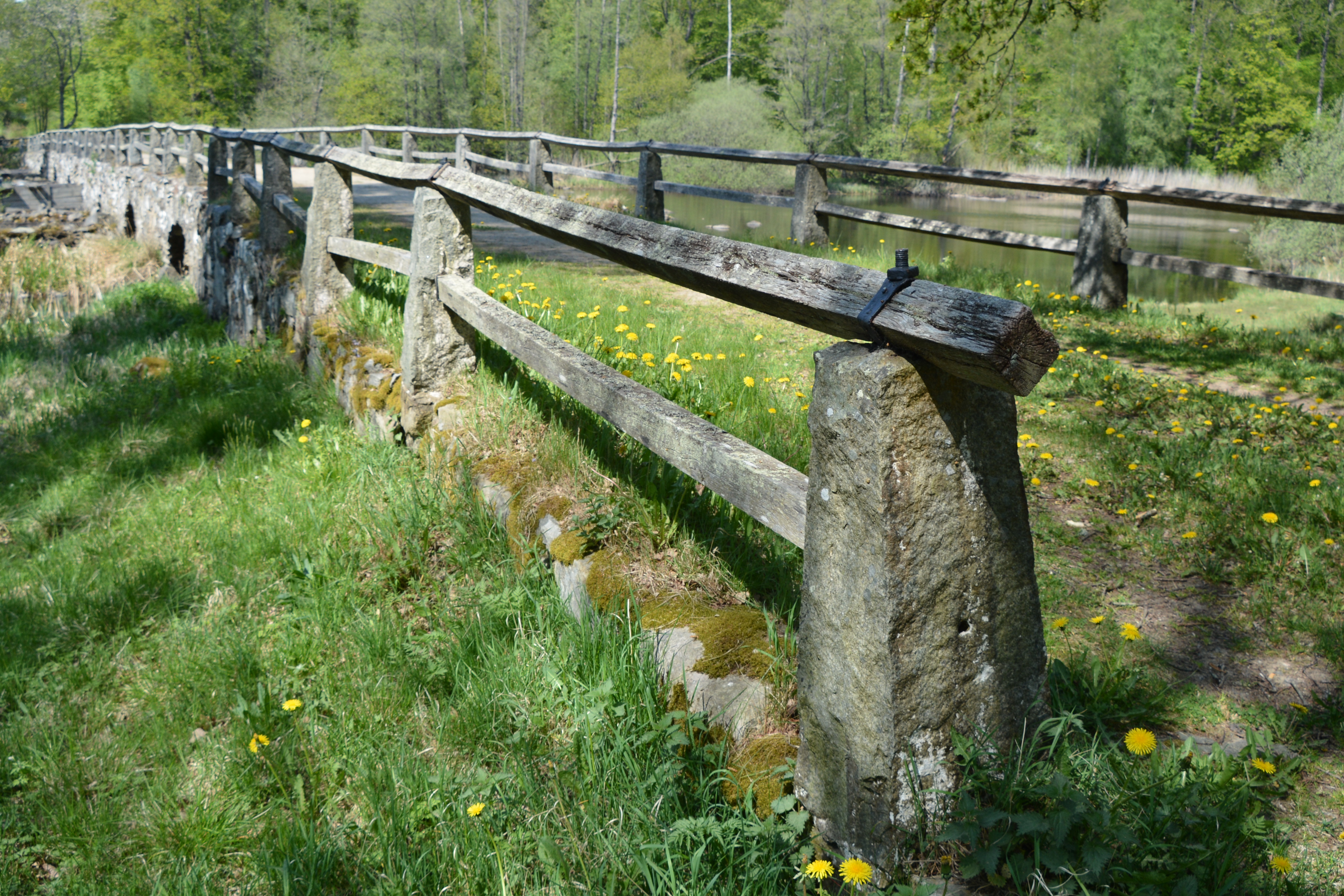
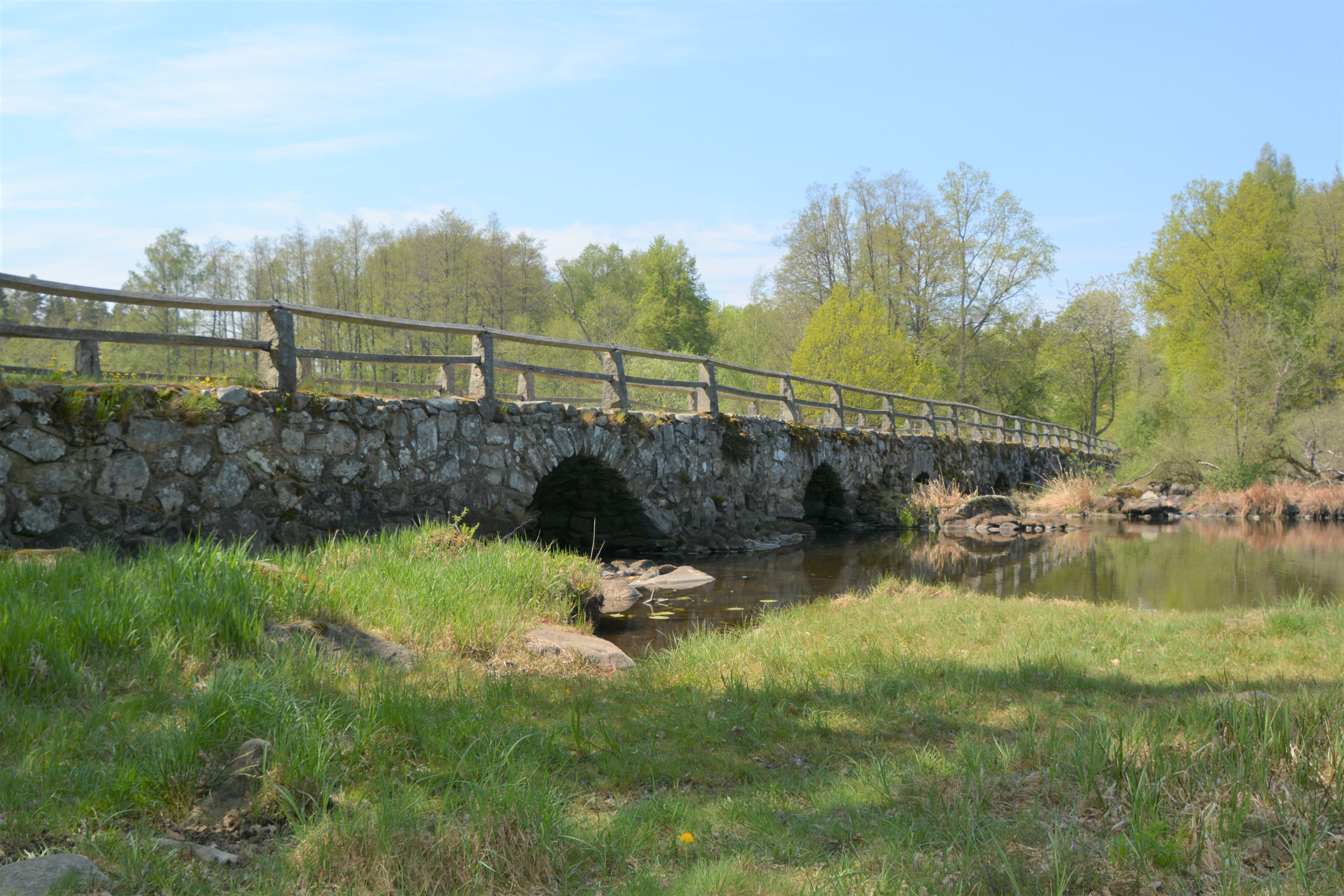